# 阿爾卡門卡區
阿爾卡門卡區（西班牙語：Distrito de Alcamenca），是秘魯的一個區，位於該國中南部阿亞庫喬大區的維克托法哈多省，始建於1936年1月9日，面積125.1平方公里，海拔高度3,200米，2005年人口1,974，人口密度每平方公里16人。